# Arista Records
Arista Records was een Amerikaans platenlabel, dat in 1974 werd opgericht door Clive Davis als onderdeel van Columbia Pictures Industries. Davis was daarvoor president geweest van Columbia Records en CBS Records. Hij werd adviseur bij de muziekafdeling van Columbia Pictures Industries (dat niets te maken had met Columbia Records), dat bestond uit Bell Records en haar sublabels. Eind 1974 startte hij, in samenwerking met Columbia Pictures Industries, Arista Records op. Arista verkreeg de rechten op de catalogus van Bell Music en kon de artiesten van Bell Records uitbrengen. Het eerste succes, begin 1975, was de single "Mandy" van Barry Manilow, die van Bell Records overkwam. Het werd een nummer 1-hit in de States en het bijhorende album werd een platina plaat. In 1976 had Manilow nog een nummer 1-hit met "I Write the Songs". De Bay City Rollers hadden een nummer 1-hit met "Saturday Night" en vijf opeenvolgende gouden albums op Arista.
Clive Davis contracteerde in 1975 de New Yorkse rockdichteres Patti Smith, evenals Gil Scott-Heron en zanger Eric Carmen die een hit had met "All by Myself". In 1978 kwam de Grateful Dead bij het label.
Arista werd in 1979 overgenomen door BMG Entertainment. Clive Davis bleef het bedrijf leiden. In 1989 kwam er een countryafdeling, Arista Nashville.
In juli 2000 werd LaFace Records (een joint venture van Arista met L.A. Reid en Babyface) samengevoegd met Arista, en Antonio "L.A." Reid volgde stichter Davis op als president/CEO van Arista. Davis van zijn kant richtte een nieuw label op, J Records. L.A. Reid haalde onder meer Avril Lavigne en P!nk naar het label; maar hij kreeg ook kritiek vanwege zijn exuberante uitgaven, waaronder een deal van 100 miljoen dollar met Whitney Houston. Begin 2004 werd Reid ontslagen.
Na de fusie van BMG Entertainment met Sony Music in augustus 2004 behoorde Arista tot Sony Music Entertainment. In augustus 2005 werd Arista samen met J Records ondergebracht in de nieuwe RCA Music Group, onder de leiding van Clive Davis.
In de zomer van 2011 voerde de RCA Music Group een besparingsronde door waardoor de labels Arista, Jive en J Records verdwenen; enkel RCA Records bleef behouden. Arista Nashville bleef wel bestaan als label onder Sony Music Nashville.
Arista was een van de bestverkopende labels met pop-, soul- en rockmuziek. Het had miljoenensuccessen met onder meer Santana, Whitney Houston, Snap!, Dido, Real McCoy en Avril Lavigne.

## Joint ventures
- Dave Grusin en Larry Rosen werkten samen met Arista bij het begin van hun jazz- en fusion-platenlabel GRP Records, als Arista/GRP Records, met onder meer Tom Browne en Angela Bofill.
- Een andere succesvolle joint venture van Arista was LaFace Records, waarvoor Davis in zee ging met de schrijvers/producers L.A. Reid en Babyface.
- Met Sean "Puffy" Combs vormde Arista Bad Boy Entertainment, waar onder meer Ma$e, Faith Evans, The Notorious B.I.G. en Puff Daddy zelf voor opnamen.

## Artiesten op Arista
Dit is een gedeeltelijke lijst van artiesten en groepen die op Arista platen hebben uitgebracht:
- Pop: Prince, Air Supply, Barry Manilow, Melissa Manchester, Taylor Dane, Exposé, Sarah McLachlan, Lisa Stansfield, Hall & Oates, Ace of Base, The KLF, Snap!, Real McCoy,  5ive, Dido, P!nk
- Soul en R&B: Gil Scott-Heron, Ray Parker jr. (solo en met Raydio), Dionne Warwick, Aretha Franklin, Whitney Houston, Jermaine Jackson, Monica, Angie Stone, en op LaFace: TLC, Toni Braxton, Usher, OutKast, Shanice, Donell Jones, Naughty by Nature
- Rock: Patti Smith, Grateful Dead, Santana, The Outlaws, The Kinks, The Alan Parsons Project, Annie Lennox, Crash Test Dummies, A Flock of Seagulls, Avril Lavigne
- Country: (Arista Nashville): Alan Jackson, Brad Paisley, Carolyn Dawn Johnson, Brooks & Dunn, Terri Clark